# Station Conty
Station Conty was een spoorwegstation in de Franse gemeente Conty aan de spoorlijn Saint-Omer-en-Chaussée - Vers. Het station is in 1979 gesloten.